# فرودگاه میکائیل
فرودگاه میکائیل (به انگلیسی: St. Michael Airport) یک فرودگاه همگانی با کد یاتا SMK است که یک باند فرود شن دارد و طول باند آن ۱۲۲۰ متر است. این فرودگاه در کشور ایالات متحده آمریکا قرار دارد و در ارتفاع ۳۰ متری از سطح دریا واقع شده است.